# Центр (Гонконг)
Центр (кит.: 中環中心) — станом на 28 лютого 2016 року п'ятий за висотою хмарочос у Гонконгу, після Міжнародного комерційного центру, Міжнародного фінансового центру (88 поверхів), Сентрал Плаза і Вежі Банку Китаю. Має 73 поверхи заввишки 346 метрів. Один із кількох хмарочосів у Гонконгу, серцевина якого повністю складається із сталі без залізобетону. Розташований на Квінз Роуд у Центральному і Західному окрузі Гонконга, приблизно посередині між станціями Sheung Wan і Центральною Острівної лінії Гонконзького метрополітену.

## Загальні дані

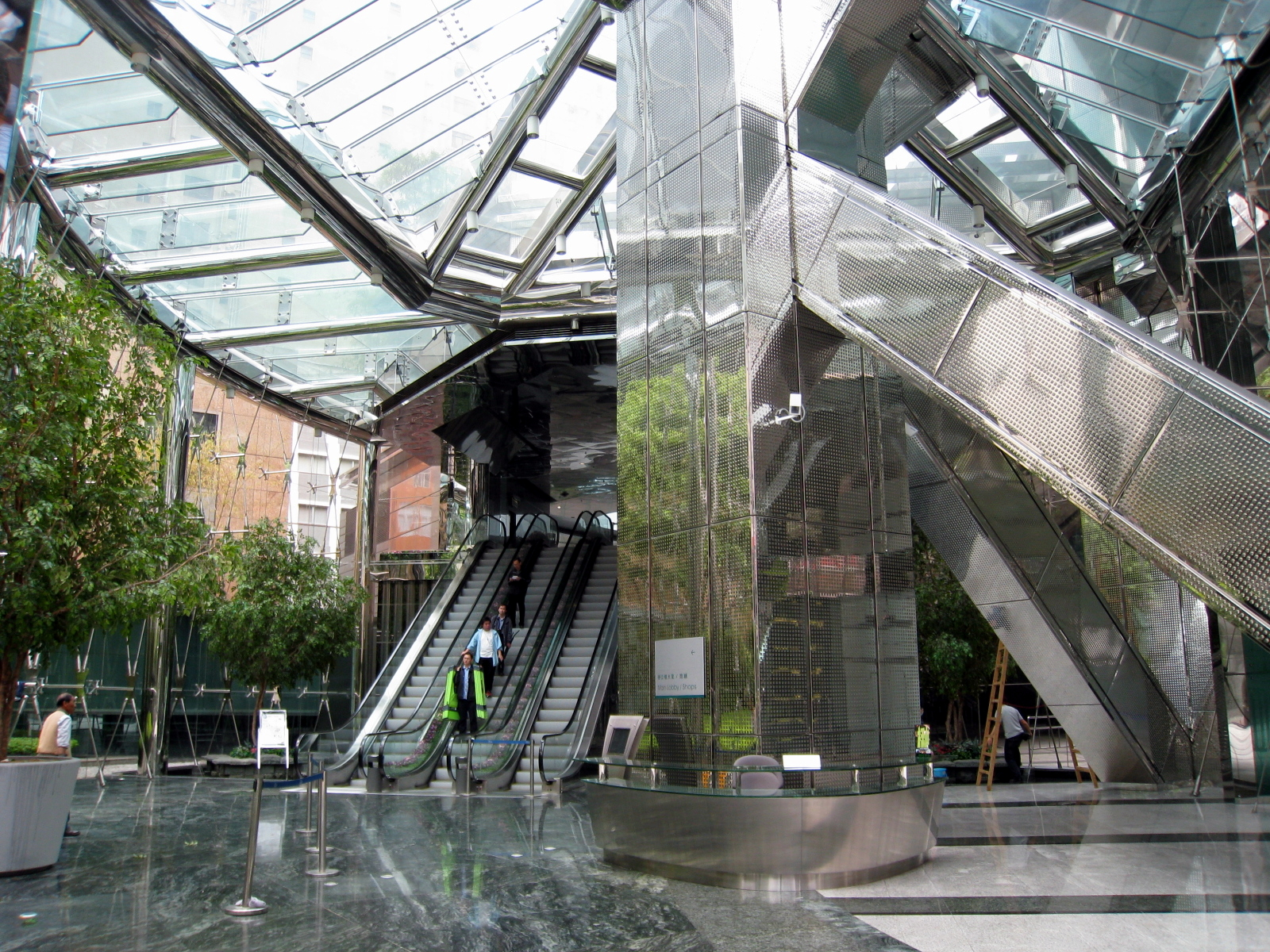
Фоє на першому поверсі Центру

Центр відомий завдяки своєму зовнішньому освітленню, яке складається з неонових ліхтарів. Частота розміщення ліхтарів збільшується в напрямку до верху будівлі. Уночі освітлення створює враження поступової зміни кольорів оптичного діапазону. Під час Різдва освітлення будівлі нагадує новорічну ялинку.
Буквальний переклад китайської назви будівлі означає «Центр Центрального», хоча будівля насправді розташована на межі між районами Центральний і Sheung Wan (Абердин-стріт).
В підготовці до будівництва взяла участь організація Land Development Corporation оскільки потрібно було знести багато старих будинків та історичних споруд. Також довелося скоротити деякі вулиці і проїзні смуги, включаючи Gilman Street, Wing On Street, Tung Man Street, Hing Lung Street і Tit Hong Lane.
Багато магазинів одягу на Wing On Street, відомих також під назвою Cloth Alley, переїхали на Western Market, тоді як магазин традиційної китайської медицини Eu Yan Sang перемістився до Stag Building.
Хмарочос, в тому числі його знамените фоє, показаний у фільмі Темний лицар.
У листопаді 2014 року росіянин Олександр Ремньов і троє його друзів видерлися на дах будівлі і зняли там відео.